# Alexander von Bülow (Schriftsteller)
Alexander Carl Anton Helmuth Ernst von Bülow (* 30. Oktober 1883 in Dessin (heute Ortsteil von Kobrow); † 23. Oktober 1973 in Wittlich) war ein deutscher Jagdschriftsteller und Oberlandforstmeister in Mecklenburg.

## Herkunft
Alexander von Bülow war eines von sieben Kinder des Anton Hans Karl von Bülow (* 6. April 1842; † 23. Januar 1916) und dessen Ehefrau Elisabeth (Ella) Friederike Dorothea Gustava, geb. von Uslar (* 24. Mai 1854; † 15. Juni 1933). Jobst Heinrich von Bülow (1882–1961), der Schriftleiter des Bülowschen Familienblattes, war sein Bruder.
Kindheit und Jugend verlebte Bülow, der Natur verbunden, auf dem elterlichen Rittergut in Mecklenburg. Schon im Alter von 16 Jahren ging er aktiv zur Jagd, was sicherlich seinen Berufswunsch Forstmeister zu werden, beeinflusste.

## Karriere
Er ging zunächst mit seinen sieben Geschwistern in Schwerin zur Schule, wo die Eltern dazu eine Wohnung gemietet hatten und er von seiner ältesten Schwester betreut wurde. Später kam er auf das Gymnasium Friederizianum zu Schwerin. Er machte 1904 sein Abitur und war dann von 1904 bis 1907 Forsteleve bei seinem Onkel, dem Forstmeister Julius von Stralendorf (1854–1932). Anschließend studierte er von 1907 bis 1909 Forstwirtschaft in Eberswalde, Berlin und München. Nach abgeschlossenem Studium in Eberswalde, war Alexander von Bülow großherzoglicher Jagdjunker in Rowa (bei Stargard) und Zinow (bei Neustrelitz). Seine Militärzeit absolvierte er vom 1. Oktober 1905 bis 30. September 1906 im mecklenburgischen Jägerbataillon Nr. 14 in Colmar im Elsass. Hiernach übernahm er die Stelle eines Forstmeisters in Mecklenburg. Von 1918 bis 1920 war er Forstmeister in der Oberförsterei Wildpark Zinow und von 1920 bis 1926 in Lüttenhagen. Hier verlebte er eine glückliche Zeit als Jäger voller Passion. Unzählige Trophäen schmückten seinen Amtssitz. Anschließend war er bis 1936 staatlicher Forstmeister und Regierungsrat in Neustrelitz. Von 1934 bis 1943 war er dann Mecklenburgischer Oberlandforstmeister in Schwerin, danach Hauptforstmeister in Italien und der Ukraine.
Seine berufliche Laufbahn schloss er 1945 als Oberlandforstmeister in Wittlich im Rang eines Generals und Ministerialrats ab.

## Familie
Bülow heiratete am 5. März 1915 Helga von Arnim (* 7. Juni 1886). Das Paar hatte wenigstens zwei Söhne:
- Jobst-Heneke Karl Anton Wilhelm Ludwig (* 5. Juni 1916; † 11. Juli 1941)
- Jürgen Karl Otto Helmut Wilhelm Hans Adalbert Christian Eduard (* 2. Dezember 1921)

## Bücher
- Fahneneid. Kriegsnovelle. Leipzig 1916
- Die Jäger vor! Leipzig 1917
- Der Sagenhirsch Melsungen 1928
- Malerisches Mecklenburg Neustrelitz 1929
- Wilderer im Revier Neustrelitz 1930
- Windschutzfibel : Kurze Anleitung zur Knickanpflanzung und Ödlandaufforstung Rendsburg 1951
- Jägerleben aus dem Vollen. 50 Jahre Waidwerk Hamburg 1952
- Leben und Jagen München 1957
- Jagdtage voller Passion München 1962